# Альварес дель Мансано, Хосе Мария
Хосе Мария Альварес дель Мансано (исп. José María Álvarez del Manzano; род. 1937) — государственный и политический деятель Испании. Член Народной партии, с 1991 по 2003 год являлся мэром Мадрида.

## Биография
Родился 17 октября 1937 года в Севилье, в возрасте 3 лет переехал с родителями  в Мадриде. Проходил обучение в Colegio Nuestra Señora del Recuerdo и Мадридском университете. С 5 июля 1991 года и до 14 июня 2003 года занимал должность мэра Мадрида. В 2003 году инициировал выдвижение Мадрида в качестве города-кандидата на принятие Летних Олимпийских игр 2012 года. В настоящее время Хосе Мария Альварес дель Мансано возглавляет IFEMA (Институт выставок и ярмарок Мадрида). Он женат на Марии Эулалия Миро Рамирес и имеет четверых детей: Хосе, Марию, Марту и Монику.